# Paseo de la corte en los jardines de Versalles
Paseo de la corte en los jardines de Versalles es una pintura realizada en 1895 por el pintor francés Jean-Léon Gérôme. Esta pintura al óleo sobre lienzo, en formato horizontal de 81 × 139 cm, representa al rey Luis XIV y a Madame de Maintenon paseando por el parque del Palacio de Versalles con la corte. El cuadro fue presentado en el Salón de pintura de 1896, el mismo año que La Verdad saliendo del pozo.
El cuadro era propiedad de Joan Cohen en Nueva York desde 1956. Fue vendido por Sotheby's en Nueva York en 2021.
El tema fue inspirado por el pintor durante una de sus visitas al palacio. Invitado a una comida en Versalles y habiendo llegado tarde, fue al parque en busca de sus amigos. "Fue cuando me encontré cerca del château que la vista me impresionó profundamente. El sol estaba bajo y apenas cubría la cima del palacio; Mientras que arriba, la luna, de un tono verdoso, añadía una nota melancólica: triste, plácida y poética. Esta visión no cayó en los ojos de un ciego y comprendí inmediatamente que se trataba del tema de una pintura».

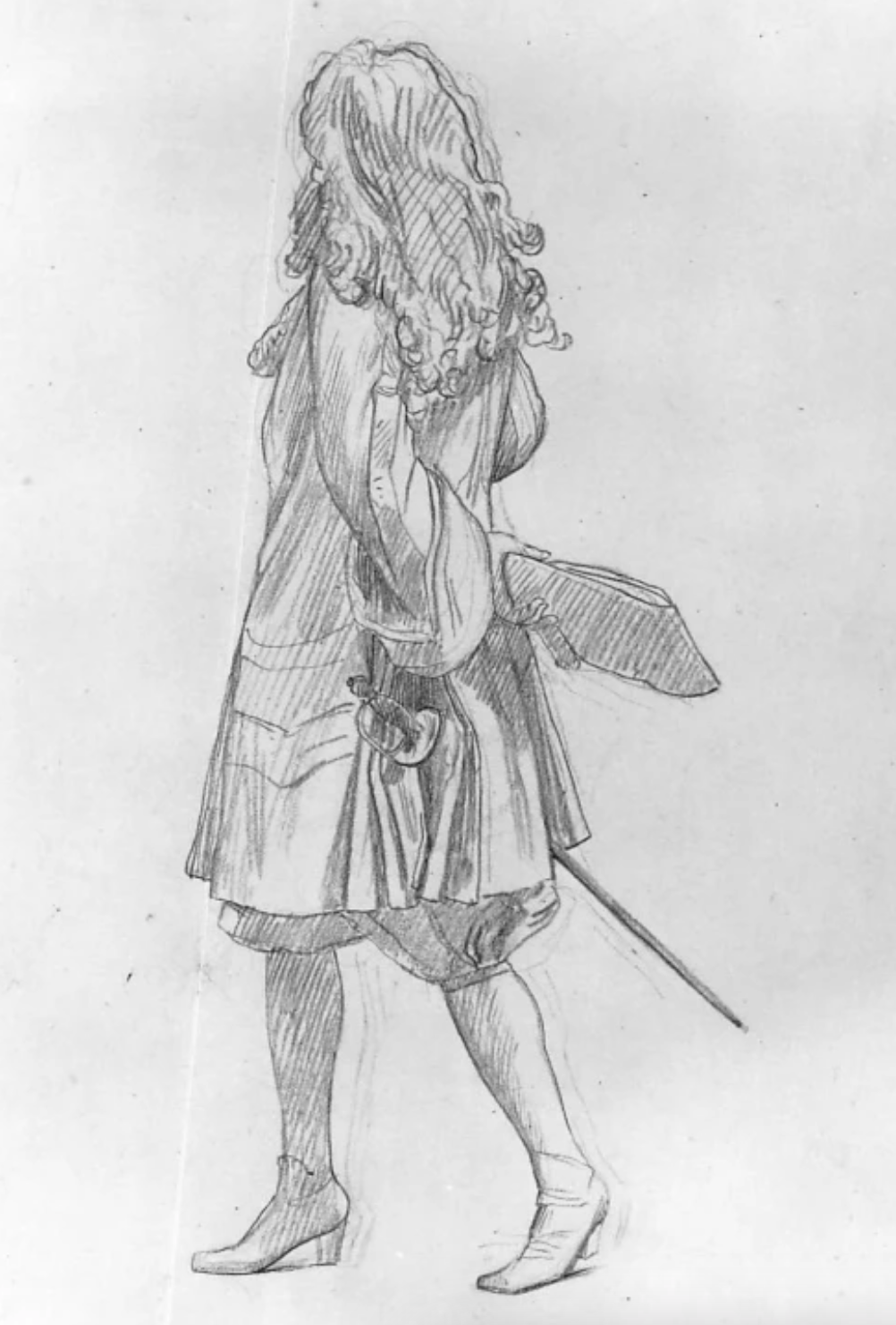
Boceto de un cortesano.

Tras encontrar a sus anfitriones, comparte su experiencia, pensando en un nuevo logro. Su amigo, Victorien Sardou, era un experto en carruajes antiguos y le ofreció utilizar su colección de dibujos, grabados y pinturas sobre el tema. Al final de la comida, Gérôme tenía una idea precisa de lo que iba a pintar.
La escena tiene lugar en el borde del Bassin du Nord, una procesión formada por la corte sale del palacio. A la cabeza de la fila se encuentra Luis XIV, caminando junto a Madame de Maintenon sentada en una silla de tres ruedas con dosel empujada por un sirviente. Les siguen de cerca tres jóvenes pajes. Detrás avanza un desfile de cortesanos, damas en sus propios carros de dos ruedas con dosel tirados y empujados por sirvientes y los caballeros y otras damas caminando al lado. La acción se desarrolla al atardecer, que ilumina tenuemente el piso superior del château. La luz se refleja en la superficie del amplio estanque donde se ve una pareja de cisnes. El cielo sin nubes está iluminado por una luna llena verdosa.
Gérôme utilizó para este paseo los numerosos trajes adquiridos para Recepción del Gran Condé en Versalles.
La luna verdosa no gustó a la prensa, que lo interpretó como una insinuación lasciva. Cuando el artista se enteró, durante un préstamo del lienzo para una exposición en París, de que la luna había desaparecido de su obra cuando fue comprada por Edward Brandus en Nueva York en 1901, afirma su derecho moral que otorga al artista el derecho a preservar el carácter de sus obras. Gérôme repintó la luna, pero suavizó su color inusual. Le escribió a Brandus el 6 de abril de 1903: " Puse en orden mi cuadro El paseo de la corte en Versalles, que había sido mutilado. Repinté completamente el cielo y volví a colocar la luna que había sido borrada».
El lienzo está firmado abajo a la izquierda, en el borde del estanque : J. L. GEROME.
Gérôme pintó otras dos obras sobre Luis XIV: Recepción del Gran Condé en Versalles y Luis XIV y Molière.